# Boidobra
Boidobra ist eine Gemeinde (Freguesia) im portugiesischen Kreis Covilhã. In ihr leben 3167 Einwohner (Stand 19. April 2021).